# Статистическая сумма
Статистическая сумма (или статсумма) (обозначается {\displaystyle Z}, от нем. Zustandssumme — сумма по состояниям) — это нормировочный коэффициент в знаменателе соответствующего статистического (вероятностного) распределения, при котором интегральная сумма этого вероятностного распределения (т.е. полная вероятность) по всем возможным состояниям равна 1.  Статистическая сумма - важная величина в термодинамике и статистической физике, содержащая информацию о статистических свойствах системы в состоянии термодинамического равновесия. Она может являться функцией температуры и других параметров, таких как объём. Многие термодинамические величины системы, такие как энергия, свободная энергия, энтропия и давление, могут быть выражены через статистическую сумму и её производные.

## Статистическая сумма в каноническом ансамбле

### Определение
Предположим, что имеется подчиняющаяся законам термодинамики система, находящаяся в постоянном тепловом контакте со средой, которая имеет температуру {\displaystyle T}, а объём системы и количество составляющих её частиц фиксированы. В такой ситуации система относится к каноническому ансамблю. Обозначим точные состояния, в которых может находиться система, через {\displaystyle j} {\displaystyle (j=1,2,3,\ldots )}, а полную энергию системы в состоянии {\displaystyle j} — {\displaystyle E_{j}}. Как правило, эти микросостояния можно рассматривать как дискретные квантовые состояния системы.
Каноническая статистическая сумма — это
{\displaystyle Z=\sum _{j}e^{-\beta E_{j}},}
где обратная температура {\displaystyle \beta } определена как
{\displaystyle \beta \equiv {\frac {1}{k_{B}T}},}
а {\displaystyle k_{B}} — это постоянная Больцмана.
В классической статистической механике было бы некорректно определять статистическую сумму в виде суммы дискретных членов, как в приведённой выше формуле. В классической механике координаты и импульсы частиц могут меняться непрерывно, и множество микросостояний несчётно. В таком случае необходимо провести разбиение фазового пространства на ячейки, то есть два микросостояния считаются одинаковыми, если их различия в координатах и импульсах «не слишком велики». При этом статистическая сумма принимает вид интеграла. Например, статистическая сумма газа из {\displaystyle N} классических частиц равна
{\displaystyle Z={\frac {1}{N!h^{3N}}}\int \exp[-\beta H(p_{1},\ldots ,p_{N},x_{1},\ldots ,x_{N})]\,d^{3}p_{1}\ldots d^{3}p_{N}\,d^{3}x_{1}\ldots d^{3}x_{N},}
где {\displaystyle h} — некоторая величина размерности действия (которая должна быть равна постоянной Планка для соответствия квантовой механике), а {\displaystyle H} — классический гамильтониан. Причины появления множителя {\displaystyle N!} объяснены ниже. Для простоты в этой статье будет использоваться дискретный вид статистической суммы, но полученные результаты в равной мере относятся и к непрерывному виду.
В квантовой механике статистическая сумма может быть записана более формально как след по пространству состояний (который не зависит от выбора базиса):
{\displaystyle Z=\mathrm {tr} \,(e^{-\beta H}),}
где {\displaystyle H} — оператор Гамильтона. Экспонента от оператора определяется с помощью разложения в степенной ряд.

### Смысл и значимость
Сначала рассмотрим, от чего она зависит. Статистическая сумма является функцией температуры {\displaystyle T}, а также энергий микросостояний {\displaystyle E_{1},E_{2},E_{3}} и т. д. Энергии микросостояний определяются другими термодинамическими величинами, такими как число частиц и объём, а также микроскопическими свойствами, такими как масса частиц. Эта зависимость от микроскопических свойств является основной в статистической механике. По модели микроскопических составляющих системы можно рассчитать энергии микросостояний, а следовательно, и статистическую сумму, которая позволяет рассчитать все остальные термодинамические свойства системы.
Статистическая сумма может быть использована для расчёта термодинамических величин, поскольку она имеет очень важный статистический смысл. Вероятность {\displaystyle P_{j}}, с которой система находится в микросостоянии {\displaystyle j}, равна
{\displaystyle P_{j}={\frac {1}{Z}}e^{-\beta E_{j}}.}
Статистическая сумма входит в распределение Гиббса в виде нормировочного множителя (она не зависит от {\displaystyle j}), обеспечивая равенство единице суммы вероятностей:
{\displaystyle \sum _{j}P_{j}={\frac {1}{Z}}\sum _{j}e^{-\beta E_{j}}={\frac {1}{Z}}Z=1.}

### Вычисление термодинамической полной энергии
Чтобы продемонстрировать полезность статистической суммы, рассчитаем термодинамическое значение полной энергии. Это просто математическое ожидание, или среднее по ансамблю значение энергии, равное сумме энергий микросостояний, взятых с весами, равными их вероятностям:
{\displaystyle \langle E\rangle =\sum _{j}E_{j}P_{j}={\frac {1}{Z}}\sum _{j}E_{j}e^{-\beta E_{j}}=-{\frac {1}{Z}}{\frac {\partial }{\partial \beta }}Z(\beta ,\;E_{1},\;E_{2},\;\ldots )=-{\frac {\partial \ln Z}{\partial \beta }}}
или, что то же самое
{\displaystyle \langle E\rangle =k_{B}T^{2}{\frac {\partial \ln Z}{\partial T}}.}
Можно также заметить, что если энергии микросостояний зависят от параметра {\displaystyle \lambda } как
{\displaystyle E_{j}=E_{j}^{(0)}+\lambda A_{j}}
для всех {\displaystyle j}, то среднее значение {\displaystyle A} равно
{\displaystyle \langle A\rangle =\sum _{j}A_{j}P_{j}=-{\frac {1}{\beta }}{\frac {\partial }{\partial \lambda }}\ln Z(\beta ,\;\lambda ).}
На этом основан приём, позволяющий вычислить средние значения многих микроскопических величин. Нужно искусственно добавить эту величину к энергии микросостояний (или, на языке квантовой механики, к гамильтониану), вычислить новую статистическую сумму и среднее значение, а затем в итоговом выражении положить {\displaystyle \lambda } равным нулю. Аналогичный метод применяется в квантовой теории поля.

### Связь с термодинамическими величинами
В этом разделе приведена связь статистической суммы с различными термодинамическими параметрами системы. Эти результаты могут быть получены с помощью метода, описанного в предыдущем разделе, и различных термодинамических соотношений.
Как мы уже видели, энергия равна
{\displaystyle \langle E\rangle =-{\frac {\partial \ln Z}{\partial \beta }}.}
Флуктуация энергии равна
{\displaystyle \langle \delta E^{2}\rangle \equiv \langle (E-\langle E\rangle )^{2}\rangle ={\frac {\partial ^{2}\ln Z}{\partial \beta ^{2}}}.}
Теплоёмкость равна
{\displaystyle c_{v}={\frac {\partial \langle E\rangle }{\partial T}}={\frac {1}{k_{B}T^{2}}}\langle \delta E^{2}\rangle .}
Энтропия равна
{\displaystyle S\equiv -k_{B}\sum _{j}P_{j}\ln P_{j}=k_{B}(\ln Z+\beta \langle E\rangle )={\frac {\partial }{\partial T}}(k_{B}T\ln Z)=-{\frac {\partial F}{\partial T}},}
где {\displaystyle F} — свободная энергия, определяемая как {\displaystyle F=E-TS}, где {\displaystyle E} — полная энергия, а {\displaystyle S} — энтропия, так что
{\displaystyle F=\langle E\rangle -TS=-k_{B}T\ln Z.}

### Статистическая сумма подсистем
Предположим, что система состоит из {\displaystyle N} подсистем, взаимодействие между которыми пренебрежимо мало. Если статистические суммы подсистем равны {\displaystyle \zeta _{1},\;\zeta _{2},\;\ldots ,\;\zeta _{N}}, то статистическая сумма всей системы равна произведению отдельных статистических сумм:
{\displaystyle Z=\prod _{j=1}^{N}\zeta _{j}.}
Если подсистемы обладают одинаковыми физическими свойствами, то их статистические суммы одинаковы: {\displaystyle \zeta _{1}=\zeta _{2}=\ldots =\zeta }, и в этом случае
{\displaystyle Z=\zeta ^{N}.}
Из этого правила, однако, есть одно известное исключение. Если подсистемы — это тождественные частицы, то есть, исходя из принципов квантовой механики, их невозможно различить даже в принципе, общая статистическая сумма должна быть разделена на {\displaystyle N!}:
{\displaystyle Z={\frac {\zeta ^{N}}{N!}}.}
Это делается, чтобы не учитывать одно и то же микросостояние несколько раз.

## Статистическая сумма большого канонического ансамбля

### Определение
Аналогично канонической статистической сумме для канонического ансамбля, можно определить большую каноническую статистическую сумму для большого канонического ансамбля — системы, которая может обмениваться со средой и теплотой, и частицами, и имеет постоянную температуру {\displaystyle T}, объём {\displaystyle V} и химический потенциал {\displaystyle \mu }. Большая каноническая статистическая сумма, хотя и более сложна для понимания, упрощает расчёт квантовых систем. Большая каноническая статистическая сумма {\displaystyle {\mathcal {Z}}} для квантового идеального газа записывается как:
{\displaystyle {\mathcal {Z}}=\sum _{N=0}^{\infty }\,\sum _{\{n_{i}\}}\,\prod _{i}e^{-\beta n_{i}(\varepsilon _{i}-\mu )},}
где {\displaystyle N} — общее количество частиц в объёме {\displaystyle V}, индекс {\displaystyle i} пробегает все микросостояния системы, {\displaystyle n_{i}} — число частиц в состоянии {\displaystyle i}, а {\displaystyle \varepsilon _{i}} — энергия в состоянии {\displaystyle i}. {\displaystyle \{n_{i}\}} — всевозможные наборы чисел заполнения каждого микросостояния, такие что {\displaystyle \sum _{i}n_{i}=N}.
Рассмотрим, например, слагаемое, соответствующее {\displaystyle N=3}. Один из возможных наборов чисел заполнения будет {\displaystyle \{n_{i}\}=0,\;1,\;0,\;2,\;0,\ldots }, он даёт вклад в слагаемое с {\displaystyle N=3}, равный
{\displaystyle \prod _{i}e^{-\beta n_{i}(\varepsilon _{i}-\mu )}=e^{-\beta (\varepsilon _{1}-\mu )}\,e^{-2\beta (\varepsilon _{3}-\mu )}.}
Для бозонов числа заполнения могут принимать любые целые неотрицательные значения при том, что их сумма равна {\displaystyle N}. Для фермионов, в соответствии с принципом запрета Паули, числа заполнения могут быть равны только 0 или 1, но их сумма опять же равна {\displaystyle N}.

### Частные случаи
Можно показать, что указанное выражение для большой канонической статистической суммы математически эквивалентно следующему:
{\displaystyle {\mathcal {Z}}=\prod _{i}{\mathcal {Z}}_{i}.}
(Это произведение иногда берётся по всем значениям энергии, а не по отдельным состояниям, и в этом случае каждая отдельная статистическая сумма должна быть возведена в степень {\displaystyle g_{i}}, где {\displaystyle g_{i}} — число состояний с такой энергией. {\displaystyle g_{i}} также называется степенью вырождения.)
Для системы, состоящей из бозонов:
{\displaystyle {\mathcal {Z}}_{i}=\sum _{n_{i}=0}^{\infty }e^{-\beta n_{i}(\varepsilon _{i}-\mu )}={\frac {1}{1-e^{-\beta (\varepsilon _{i}-\mu )}}},}
а для системы, состоящей из фермионов:
{\displaystyle {\mathcal {Z}}_{i}=\sum _{n_{i}=0}^{1}e^{-\beta n_{i}(\varepsilon _{i}-\mu )}=1+e^{-\beta (\varepsilon _{i}-\mu )}.}
В случае максвелловско-больцмановского газа необходимо корректно подсчитывать состояния и делить больцмановский множитель {\displaystyle e^{-\beta (\varepsilon _{i}-\mu )}} на {\displaystyle n_{i}!}
{\displaystyle {\mathcal {Z}}_{i}=\sum _{n_{i}=0}^{\infty }{\frac {e^{-\beta n_{i}(\varepsilon _{i}-\mu )}}{n_{i}!}}=\exp \left(e^{-\beta (\varepsilon _{i}-\mu )}\right).}

### Связь с термодинамическими величинами
Так же как и каноническая статистическая сумма, большую каноническую статистическую сумму можно использовать для вычисления термодинамических и статистических величин системы. Как и в каноническом ансамбле, термодинамические величины не фиксированы, а статистически распределены вокруг среднего значения.
Обозначая {\displaystyle \alpha =-\beta \mu }, получаем средние значения чисел заполнения:
{\displaystyle \langle n_{i}\rangle =-\left({\frac {\partial \ln {\mathcal {Z}}_{i}}{\partial \alpha }}\right)_{\beta ,\;V}={\frac {1}{\beta }}\left({\frac {\partial \ln {\mathcal {Z}}_{i}}{\partial \mu }}\right)_{\beta ,\;V}.}
Для больцмановских частиц это даёт:
{\displaystyle \langle n_{i}\rangle =e^{-\beta (\varepsilon _{i}-\mu )}.}
Для бозонов:
{\displaystyle \langle n_{i}\rangle ={\frac {1}{e^{\beta (\varepsilon _{i}-\mu )}-1}}.}
Для фермионов:
{\displaystyle \langle n_{i}\rangle ={\frac {1}{e^{\beta (\varepsilon _{i}-\mu )}+1}},}
что совпадает с результатами, получаемыми с помощью канонического ансамбля для статистики Максвелла — Больцмана, статистики Бозе — Эйнштейна и статистики Ферми — Дирака соответственно. (Степень вырождения {\displaystyle g_{i}} отсутствует в этих уравнениях, поскольку индекс {\displaystyle i} нумерует отдельные состояния, а не уровни энергии.)
Общее число частиц
{\displaystyle \langle N\rangle =-\left({\frac {\partial \ln {\mathcal {Z}}}{\partial \alpha }}\right)_{\beta ,\;V}={\frac {1}{\beta }}\left({\frac {\partial \ln {\mathcal {Z}}}{\partial \mu }}\right)_{\beta ,\;V}.}
Флуктуация общего числа частиц
{\displaystyle \mathrm {var} \,(N)=\left({\frac {\partial ^{2}\ln {\mathcal {Z}}}{\partial \alpha ^{2}}}\right)_{\beta ,\;V}.}
Внутренняя энергия
{\displaystyle \langle E\rangle =-\left({\frac {\partial \ln {\mathcal {Z}}}{\partial \beta }}\right)_{\mu ,\;V}+\mu \langle N\rangle .}
Флуктуация внутренней энергии
{\displaystyle \mathrm {var} \,(E)=\left({\frac {\partial ^{2}\ln {\mathcal {Z}}}{\partial \beta ^{2}}}\right)_{\mu ,\;V}.}
Давление
{\displaystyle \langle P\rangle ={\frac {1}{\beta }}\left({\frac {\partial \ln {\mathcal {Z}}}{\partial V}}\right)_{\mu ,\;\beta }.}
Механическое уравнение состояния
{\displaystyle \langle PV\rangle ={\frac {\ln {\mathcal {Z}}}{\beta }}.}